# Mateusz Jakubiec
Mateusz Jakubiec (ur. 7 lutego 1993 w Mikołowie) – polski aktor i piosenkarz. Od 2012 związany z teatrem Studio Buffo.

## Życiorys

### Edukacja
W 2012 ukończył III Liceum Ogólnokształcące im. Stefana Batorego w Chorzowie. W okresie szkolnym zrealizował kilka spektakli, w tym jeden autorski, za który został uhonorowany Grand Prix XXII Festiwalu Teatralnego w Chorzowie. Jest absolwentem Akademii Teatralnej im. Aleksandra Zelwerowicza w Warszawie.

### Kariera zawodowa
W 2012 dołączył do obsady teatru Studio Buffo, w którym występuje m.in. w spektaklach: Metro, Piotruś Pan (jako Kapitan Hak), Mistrz i Małgorzata (jako Iwan Bezdomny i Korowiow oraz Romeo i Julia (jako Romeo, od 2023 jako Pan Capuletti). Również w 2012 roku uczestniczył w drużynie Piotra Rubika w trzeciej edycji programu rozrywkowego TVP2 Bitwa na głosy.
W latach 2014–2015 został jednym z wokalistów boys bandu NEO. Również w 2015 uczestniczył w trzeciej edycji programu rozrywkowego Polsatu Twoja twarz brzmi znajomo. W 2016 stworzył własny kanał JaJakubiec na platformie YouTube; jego parodia Magdy Gessler zyskała dużą popularność w sieci.
W 2018 zagrał Gustawa Poleskiego w widowisku Wolność we krwi realizowanym dla TVP. W 2021 grał rolę Smutku w spektaklu Kamień w reż. Sławomira Narlocha w Teatrze Narodowym w Warszawie.

## Dubbing
- 2020: Tajne Stowarzyszenie Królewskich Sióstr i Braci – Matteo
- 2019: High School Musical: Serial – Redman.
- 2018: Iniemamocni 2
- 2017: Jedenastka – Apolodoros "14" Nikotatópulos
- 2017: Rycerka Nella – Clod
- 2016: Maggie i Bianca: Fashion Friends – Andrew (seria I)
- 2015-2018: Sissi – młoda cesarzowa – Astor (odc. 12-13)
- 2014: Inspektor Gadżet